# Jan Benedykt Iwanicki
Jan Benedykt Iwanicki herbu Zbiświcz – miecznik żytomierski w latach 1678–1713.
Poseł na sejm elekcyjny 1697 roku z województwa bełskiego. Był elektorem Augusta II Mocnego z województwa bełskiego w 1697 roku. Deputat na Trybunał Główny Koronny z województwa bełskiego w 1709 roku.
Tadeusz Gajl wymienia do herbu Zbiświcz rodziny Iwanickich i Witawskich. W przypadku Iwanickich jest to wariant Zbiświcza używany przez Iwanickich z prawobrzeżnej Ukrainy.